# 杜襲
杜 襲（と しゅう、生没年不明）は、中国後漢末期から三国時代の武将、政治家。魏に仕えた。豫州潁川郡定陵県の人。字は子緒。曾祖父は杜安。祖父は杜根。兄は杜基。子は杜会。

## 経歴
曾祖父と祖父は名声の高い人物であり、その没後は、県の高官が着任後に揃って彼らの墓地に出向くのが恒例となったという。
杜襲は若い頃、陳羣・辛毗・趙儼と並んで名が知られていた（「趙儼伝」）。まもなく同郡の繁欽や趙儼らとともに、戦乱を避け荊州へ避難することになった。繁欽らとは住居を共にし、会計を一つにしたという（「趙儼伝」）。
やがて劉表から、杜襲らは賓客として遇されるようになった。だが杜襲は劉表を評価せず、さらに友人の繁欽が劉表に厚遇されていたことも非難し、絶交をほのめかした。繁欽は杜襲の言葉に従った。
その後長沙に赴いたが、曹操が献帝を許都に迎えると郷里に戻り、曹操の任命で荊州に隣接する西鄂県長となった。その地は賊の侵入で荒れ果て、人々は城に立て籠もらざるを得ず、満足に農耕もできない状況であった。杜襲は恩愛のある政治を弁えていたので、老人と若者に農耕へ従事させる一方で、強壮な者を兵士にし守備に就かせた。あるとき、荊州から歩兵と騎兵1万人が侵攻してきたが、杜襲は官民から守備にあたることができる者50数名を召集し、城外に親戚がいる者は自由にそちらの守備についてもよいと命令した。集まった者達が皆協力を申し出てきたため、杜襲は自ら矢や石を手に取り、防衛の指揮を執った。官民達は杜襲の恩愛に感激し皆が協力した。杜襲は奮戦し、数100人の敵兵を討ち取ったが、集めた50余名のうち30余名の味方を失い、その他18名も傷を負った。結局落城の憂き目に遭ったが、杜襲は傷を負った者達を引き連れ敵の囲みを脱出することができた。官民達はほとんどが戦死し、裏切り者が出なかったという。
鍾繇は杜襲を議郎参軍事に推挙し、荀彧もまた杜襲を推挙した。そのため曹操は杜襲を丞相軍師祭酒に任命した。
曹操の魏公擁立に群臣らとともに尽力し（「武帝紀」）、曹操が魏公となると侍中に任命され、王粲や和洽と共に用いられた。王粲は記憶力があり見聞が広かったことから、曹操が物見に行く度に同行することが多かったが、曹操から杜襲・和洽ほど尊敬されなかった。王粲は杜襲と曹操の親密さに落ち着かない態度を示したことがあったが、和洽に窘められた。
曹操が陽安関で張魯を討ち漢中を支配すると、杜襲は駙馬都尉に任じられ軍事の監督を任された。杜襲は民衆を安んじ教導したことから、洛陽・鄴へ進んで移住した者の数が8万余に昇った。
漢中に侵攻した劉備との戦い（定軍山の戦い）で夏侯淵が戦死すると、指揮官を失った将兵らは顔色を失った。しかし杜襲は張郃・郭淮とともに軍の事務を執り行ない、臨時の都督に張郃を任命して軍の動揺を鎮めた。
曹操は長安から東に帰還するとき、長安に留府長吏を置くことにした。しかし、担当官が選んだ人材は悉く不適当であった。曹操は直々に杜襲を留府長吏に抜擢し、長安を鎮守させた。
将軍の許攸が曹操に従わず、不遜な態度をとっていたので、曹操は討伐を考えていた。しかし杜襲は「許攸はとるに足らない人物であるから、わざわざ殿の武威を示すほどでもありません」とやんわり諫言した。曹操が許攸を手厚く慰撫すると、許攸はすぐに帰服した。
曹丕が王位に就くと関内侯に封じられ、即位すると督軍糧御史・武平亭侯に封じられた。督軍糧執法に改めて任じられ、中央に戻り尚書となった。
以前、曹丕が太子であったころ、夏侯尚と曹丕はとりわけ仲が良かった。杜襲は夏侯尚が人に益を与える人物ではないと評し、特別待遇を与えるまでもないと曹操に言上した。曹丕は不機嫌になったが、後に夏侯尚の行状が乱れると、杜襲の言葉を思い起こすようになったという。
曹叡（明帝）が即位すると、平陽郷侯に爵位を進めた。蜀漢の諸葛亮が秦川に侵攻して来ると、曹真が大将軍として防衛に当たり、杜襲は大将軍軍師を務めた。曹真が没すると司馬懿が蜀からの防衛を引き継いだが、杜襲は再びその軍師の役目を果たした。300戸を加増され、領邑は550戸となった。病気のため召還され、太中大夫に任命されたが死去し、少府を追贈された。諡は定侯。

## 評価
陳寿からは、伝の本文において「柔和であるが筋が通っていて妥協しない人物」とされ、巻末の評においては「柔和・純粋で人を統率する道を心得ていた人物」と評価されている。

## 演義での杜襲
小説『三国志演義』では、定軍山の戦いで夏侯淵に従軍し西の川を守るが、蜀将の黄忠の攻撃に遭い逃げ去ってしまう。後、大将の夏侯淵が黄忠によって討たれたため、そのまま落ち延びている。